# Acrocephalus griseldis
Il cannareccione di Bassora (Acrocephalus griseldis (Hartlaub, 1891)) è un raro uccello della famiglia degli Acrocefalidi endemico delle regioni meridionali dell'Iraq.